# Illdisposed
Illdisposed er et dødsmetalband fra Århus. Bandet blev dannet i 1991, blev pionerer i dansk dødsmetal og de har indtil videre udgivet 14 studiealbummer, en EP og et opsamlingsalbum.
Illdisposed er med på opsamlingsalbummet med den noget provokerende titel Fuck You We're from Denmark Vol. 1 fra 1992, som var en hilsen til det udenlandske dødsmetal-miljø, hvor dansk dødsmetal var uopdyrket. Bandet blev sidenhen ét af de førende i dansk dødsmetal, og havde en større rolle i den danske musikdokumentar Headbang i Hovedlandet fra 1997, der gik bag om metal-miljøet og portrætterede Illdisposed såvel som to andre danske bands; Infernal Torment og Nidhug.

## Diskografi
Studiealbum
- 1993: Four Depressive Seasons
- 1995: Submit
- 1997: There's Something Rotten... In the State of Denmark
- 2000: Retro
- 2001: Kokaiinum
- 2004: 1-800 Vindication
- 2006: Burn Me Wicked
- 2008: The Prestige
- 2009: To Those Who Walk Behind Us
- 2011: There Is Light (But It's Not for Me)
- 2012: Sense the Darkness
- 2014: With the Lost Souls on Our Side
- 2016: Grey Sky Over Black Town
- 2019: Reveal Your Soul for the Dead

EP'er
- 1994: Return from Tomorrow: Attitudes and Long Term Adjustment of Patients Surviving Cardiac Arrest

Opsamlingsalbum
- 1995: Helvede

## Filmografi
- 1997: Headbang i Hovedlandet
- 2005: We Suck: Live Aarhus 2004

## Medlemmer
| - Bo Summer – Vokal (1991 -) - Jakob Batten – Bas (1999 – 2003), Guitar (2003 -) - Rasmus Henriksen - Guitar (2019 -) - Rasmus Schmidt - Trommer (2014 -) - Onkel K. Jensen - El-bas (2012 -) | - Hans Wagner – guitar (1991–1994) - Michael "Panzergeneral" Enevoldsen – trommer (1991–1994) - Morten Gilsted – guitar (1991–1996) - Ronnie Raabjerg Bak – bas (1991–1998) - Lasse Dennis Raabjerg Bak – guitar (1991–2005) - Lars Hald – trommer (1994–1995) - Rolf Hansen – trommer (1995–2001) - Tore "The Pimp" Mogensen – guitar (1996–2002) - Jonas "Kloge" Mikkelsen – bas (2003–2012) - Thomas "Muskelbux" Jensen – trommer (2003–2013) - Martin Thim – guitar (2006–2007) - Franz "Hellboss" Gottschalk – guitar (2007–2011) - Ken Holst – guitar (2012–2019) |